# Kvalspelet till Europamästerskapet i fotboll 2020 (grupp I)
Kvalspelet till Europamästerskapet i fotboll 2020 (grupp I) spelades från den 21 mars till den 19 november 2019, grupp I består av sex nationer, Belgien, Cypern, Kazakstan, Ryssland, San Marino och Skottland.

## Tabell
| Nr | Lag        | S  | V  | O | F  | GM | IM | MS  | P  |
| -- | ---------- | -- | -- | - | -- | -- | -- | --- | -- |
| 1  | Belgien    | 10 | 10 | 0 | 0  | 40 | 3  | +37 | 30 |
| 2  | Ryssland   | 10 | 8  | 0 | 2  | 33 | 8  | +25 | 24 |
| 3  | Skottland  | 10 | 5  | 0 | 5  | 16 | 19 | −3  | 15 |
| 4  | Cypern     | 10 | 3  | 1 | 6  | 15 | 20 | −5  | 10 |
| 5  | Kazakstan  | 10 | 3  | 1 | 6  | 13 | 17 | −4  | 10 |
| 6  | San Marino | 10 | 0  | 0 | 10 | 1  | 51 | −50 | 0  |

## Matcher
Alla tider står i lokal tid.
| 1           | 21 mars 2019 | Kazakstan                                                      | 3 – 0           | Skottland | Astana Arena                                                |                                                             |
| 21:00 UTC+6 | 21:00 UTC+6  | Yuriy Pertsukh 6′ Yan Vorogovskiy 10′ Baktiyar Zaynutdinov 51′ | (2 – 0) Rapport |           | Nur-Sultan Publik: 27 641 Domare: Srđan Jovanović (Serbien) | Nur-Sultan Publik: 27 641 Domare: Srđan Jovanović (Serbien) |
| 21:00 UTC+6 | 21:00 UTC+6  |                                                                |                 |           | Nur-Sultan Publik: 27 641 Domare: Srđan Jovanović (Serbien) | Nur-Sultan Publik: 27 641 Domare: Srđan Jovanović (Serbien) |
| 21:00 UTC+6 | 21:00 UTC+6  |                                                                |                 |           | Nur-Sultan Publik: 27 641 Domare: Srđan Jovanović (Serbien) | Nur-Sultan Publik: 27 641 Domare: Srđan Jovanović (Serbien) |

| 2           | 21 mars 2019 | Cypern                                                                                                  | 5 – 0           | San Marino | GSP Stadium                                           |                                                       |
| 19:00 UTC+2 | 19:00 UTC+2  | Pieros Sotiriou 19′ (str.), 23′ (str.) Ioannis Kousoulos 26′ Georgios Efrem 31′ Konstantinos Laifis 56′ | (4 – 0) Rapport |            | Nicosia Publik: 3 175 Domare: Juri Frischer (Estland) | Nicosia Publik: 3 175 Domare: Juri Frischer (Estland) |
| 19:00 UTC+2 | 19:00 UTC+2  | |                 |            | Nicosia Publik: 3 175 Domare: Juri Frischer (Estland) | Nicosia Publik: 3 175 Domare: Juri Frischer (Estland) |
| 19:00 UTC+2 | 19:00 UTC+2  | |                 |            | Nicosia Publik: 3 175 Domare: Juri Frischer (Estland) | Nicosia Publik: 3 175 Domare: Juri Frischer (Estland) |

| 3           | 21 mars 2019 | Belgien                                         | 3 – 1           | Ryssland            | Kung Baudouin-stadion                                    |                                                          |
| 20:45 UTC+1 | 20:45 UTC+1  | Youri Tielemans 14′ Eden Hazard 45′ (str.), 88′ | (2 – 1) Rapport | 16′ Denis Tjerysjev | Bryssel Publik: 34 245 Domare: Ovidiu Hațegan (Rumänien) | Bryssel Publik: 34 245 Domare: Ovidiu Hațegan (Rumänien) |
| 20:45 UTC+1 | 20:45 UTC+1  |                                                 |                 |                     | Bryssel Publik: 34 245 Domare: Ovidiu Hațegan (Rumänien) | Bryssel Publik: 34 245 Domare: Ovidiu Hațegan (Rumänien) |
| 20:45 UTC+1 | 20:45 UTC+1  |                                                 |                 |                     | Bryssel Publik: 34 245 Domare: Ovidiu Hațegan (Rumänien) | Bryssel Publik: 34 245 Domare: Ovidiu Hațegan (Rumänien) |

| 4           | 24 mars 2019 | Kazakstan | 0 – 4           | Ryssland                                                                 | Astana Arena                                                |                                                             |
| 20:00 UTC+6 | 20:00 UTC+6  |           | (0 – 2) Rapport | 19′, 45+2′ Denis Tjerysjev 52′ Artjom Dzjuba 62′ (sjm.) Abzal Beisebekov | Nur-Sultan Publik: 29 582 Domare: Slavko Vinčić (Slovenien) | Nur-Sultan Publik: 29 582 Domare: Slavko Vinčić (Slovenien) |
| 20:00 UTC+6 | 20:00 UTC+6  |           |                 |                                                                          | Nur-Sultan Publik: 29 582 Domare: Slavko Vinčić (Slovenien) | Nur-Sultan Publik: 29 582 Domare: Slavko Vinčić (Slovenien) |
| 20:00 UTC+6 | 20:00 UTC+6  |           |                 |                                                                          | Nur-Sultan Publik: 29 582 Domare: Slavko Vinčić (Slovenien) | Nur-Sultan Publik: 29 582 Domare: Slavko Vinčić (Slovenien) |

| 5           | 24 mars 2019 | San Marino | 0 – 2           | Skottland                          | Stadio Olimpico                                                    |                                                                    |
| 18:00 UTC+1 | 18:00 UTC+1  |            | (0 – 1) Rapport | 4′ Kenny McLean 74′ Johnny Russell | Serravalle Publik: 4 077 Domare: Manuel Schüttengruber (Österrike) | Serravalle Publik: 4 077 Domare: Manuel Schüttengruber (Österrike) |
| 18:00 UTC+1 | 18:00 UTC+1  |            |                 |                                    | Serravalle Publik: 4 077 Domare: Manuel Schüttengruber (Österrike) | Serravalle Publik: 4 077 Domare: Manuel Schüttengruber (Österrike) |
| 18:00 UTC+1 | 18:00 UTC+1  |            |                 |                                    | Serravalle Publik: 4 077 Domare: Manuel Schüttengruber (Österrike) | Serravalle Publik: 4 077 Domare: Manuel Schüttengruber (Österrike) |

| 6           | 24 mars 2019 | Cypern | 0 – 2           | Belgien                             | GSP Stadium                                                 |                                                             |
| 21:45 UTC+2 | 21:45 UTC+2  |        | (0 – 2) Rapport | 10′ Eden Hazard 18′ Michy Batshuayi | Nicosia Publik: 8 728 Domare: François Letexier (Frankrike) | Nicosia Publik: 8 728 Domare: François Letexier (Frankrike) |
| 21:45 UTC+2 | 21:45 UTC+2  |        |                 |                                     | Nicosia Publik: 8 728 Domare: François Letexier (Frankrike) | Nicosia Publik: 8 728 Domare: François Letexier (Frankrike) |
| 21:45 UTC+2 | 21:45 UTC+2  |        |                 |                                     | Nicosia Publik: 8 728 Domare: François Letexier (Frankrike) | Nicosia Publik: 8 728 Domare: François Letexier (Frankrike) |

| 7           | 8 juni 2019 | Ryssland | 9 – 0           | San Marino | Jubileumstadion                                            |                                                            |
| 19:00 UTC+3 | 19:00 UTC+3 | Michele Cevoli 25′ (sjm.) Artjom Dzjuba 31′ (str.), 73′, 76′, 88′ Fjodor Kudrjasjov 36′ Anton Miranchuk 41′ Fjodor Smolov 77′, 83′ | (4 – 0) Rapport |            | Saransk Publik: 42 241 Domare: Mohammed Al-Hakim (Sverige) | Saransk Publik: 42 241 Domare: Mohammed Al-Hakim (Sverige) |
| 19:00 UTC+3 | 19:00 UTC+3 | |                 |            | Saransk Publik: 42 241 Domare: Mohammed Al-Hakim (Sverige) | Saransk Publik: 42 241 Domare: Mohammed Al-Hakim (Sverige) |
| 19:00 UTC+3 | 19:00 UTC+3 | |                 |            | Saransk Publik: 42 241 Domare: Mohammed Al-Hakim (Sverige) | Saransk Publik: 42 241 Domare: Mohammed Al-Hakim (Sverige) |

| 8           | 8 juni 2019 | Belgien                                                  | 3 – 0           | Kazakstan | Kung Baudouin-stadion                                                 |                                                                       |
| 20:45 UTC+2 | 20:45 UTC+2 | Dries Mertens 11′ Timothy Castagne 14′ Romelu Lukaku 50′ | (2 – 0) Rapport |           | Bryssel Publik: 37 155 Domare: Irfan Peljto (Bosnien och Hercegovina) | Bryssel Publik: 37 155 Domare: Irfan Peljto (Bosnien och Hercegovina) |
| 20:45 UTC+2 | 20:45 UTC+2 |                                                          |                 |           | Bryssel Publik: 37 155 Domare: Irfan Peljto (Bosnien och Hercegovina) | Bryssel Publik: 37 155 Domare: Irfan Peljto (Bosnien och Hercegovina) |
| 20:45 UTC+2 | 20:45 UTC+2 |                                                          |                 |           | Bryssel Publik: 37 155 Domare: Irfan Peljto (Bosnien och Hercegovina) | Bryssel Publik: 37 155 Domare: Irfan Peljto (Bosnien och Hercegovina) |

| 9           | 8 juni 2019 | Skottland                             | 2 – 1           | Cypern                | Hampden Park                                             |                                                          |
| 19:45 UTC+1 | 19:45 UTC+1 | Andrew Robertson 61′ Oliver Burke 89′ | (0 – 0) Rapport | 87′ Ioannis Kousoulos | Glasgow Publik: 31 277 Domare: Ola Hobber Nilsen (Norge) | Glasgow Publik: 31 277 Domare: Ola Hobber Nilsen (Norge) |
| 19:45 UTC+1 | 19:45 UTC+1 |                                       |                 |                       | Glasgow Publik: 31 277 Domare: Ola Hobber Nilsen (Norge) | Glasgow Publik: 31 277 Domare: Ola Hobber Nilsen (Norge) |
| 19:45 UTC+1 | 19:45 UTC+1 |                                       |                 |                       | Glasgow Publik: 31 277 Domare: Ola Hobber Nilsen (Norge) | Glasgow Publik: 31 277 Domare: Ola Hobber Nilsen (Norge) |

| 10          | 11 juni 2019 | Kazakstan                                                                            | 4 – 0           | San Marino | Astana Arena                                                 |                                                              |
| 20:00 UTC+6 | 20:00 UTC+6  | Islambek Kuat 45+1′ Maxim Fedin 62′ Gafurzhan Suyumbayev 65′ Bauyrzhan Islamkhan 79′ | (1 – 0) Rapport |            | Nur-Sultan Publik: 18 652 Domare: Bartosz Frankowski (Polen) | Nur-Sultan Publik: 18 652 Domare: Bartosz Frankowski (Polen) |
| 20:00 UTC+6 | 20:00 UTC+6  |                                                                                      |                 |            | Nur-Sultan Publik: 18 652 Domare: Bartosz Frankowski (Polen) | Nur-Sultan Publik: 18 652 Domare: Bartosz Frankowski (Polen) |
| 20:00 UTC+6 | 20:00 UTC+6  |                                                                                      |                 |            | Nur-Sultan Publik: 18 652 Domare: Bartosz Frankowski (Polen) | Nur-Sultan Publik: 18 652 Domare: Bartosz Frankowski (Polen) |

| 11          | 11 juni 2019 | Belgien                                        | 3 – 0           | Skottland | Kung Baudouin-stadion                                    |                                                          |
| 20:45 UTC+2 | 20:45 UTC+2  | Romelu Lukaku 45+1′, 57′ Kevin De Bruyne 90+2′ | (1 – 0) Rapport |           | Bryssel Publik: 32 482 Domare: Petr Ardeleanu (Tjeckien) | Bryssel Publik: 32 482 Domare: Petr Ardeleanu (Tjeckien) |
| 20:45 UTC+2 | 20:45 UTC+2  |                                                |                 |           | Bryssel Publik: 32 482 Domare: Petr Ardeleanu (Tjeckien) | Bryssel Publik: 32 482 Domare: Petr Ardeleanu (Tjeckien) |
| 20:45 UTC+2 | 20:45 UTC+2  |                                                |                 |           | Bryssel Publik: 32 482 Domare: Petr Ardeleanu (Tjeckien) | Bryssel Publik: 32 482 Domare: Petr Ardeleanu (Tjeckien) |

| 12          | 11 juni 2019 | Ryssland          | 1 – 0           | Cypern | Nizjnij Novgorod-stadion                                         |                                                                  |
| 21:45 UTC+3 | 21:45 UTC+3  | Aleksei Ionov 38′ | (1 – 0) Rapport |        | Nizjnij Novgorod Publik: 42 228 Domare: Marco Di Bello (Italien) | Nizjnij Novgorod Publik: 42 228 Domare: Marco Di Bello (Italien) |
| 21:45 UTC+3 | 21:45 UTC+3  |                   |                 |        | Nizjnij Novgorod Publik: 42 228 Domare: Marco Di Bello (Italien) | Nizjnij Novgorod Publik: 42 228 Domare: Marco Di Bello (Italien) |
| 21:45 UTC+3 | 21:45 UTC+3  |                   |                 |        | Nizjnij Novgorod Publik: 42 228 Domare: Marco Di Bello (Italien) | Nizjnij Novgorod Publik: 42 228 Domare: Marco Di Bello (Italien) |

| 13          | 6 september 2019 | Cypern              | 1 – 1           | Kazakstan            | GSP Stadium                                                |                                                            |
| 19:00 UTC+3 | 19:00 UTC+3      | Pieros Sotiriou 39′ | (1 – 1) Rapport | 2′ Aleksey Shchotkin | Nicosia Publik: 5 639 Domare: Mattias Gestranius (Finland) | Nicosia Publik: 5 639 Domare: Mattias Gestranius (Finland) |
| 19:00 UTC+3 | 19:00 UTC+3      |                     |                 |                      | Nicosia Publik: 5 639 Domare: Mattias Gestranius (Finland) | Nicosia Publik: 5 639 Domare: Mattias Gestranius (Finland) |
| 19:00 UTC+3 | 19:00 UTC+3      |                     |                 |                      | Nicosia Publik: 5 639 Domare: Mattias Gestranius (Finland) | Nicosia Publik: 5 639 Domare: Mattias Gestranius (Finland) |

| 14          | 6 september 2019 | San Marino | 0 – 4           | Belgien                                                              | Stadio Olimpico                                            |                                                            |
| 20:45 UTC+2 | 20:45 UTC+2      |            | (0 – 1) Rapport | 43′ (str.), 90+2′ Michy Batshuayi 57′ Dries Mertens 64′ Nacer Chadli | Serravalle Publik: 2 523 Domare: Horațiu Feșnic (Rumänien) | Serravalle Publik: 2 523 Domare: Horațiu Feșnic (Rumänien) |
| 20:45 UTC+2 | 20:45 UTC+2      |            |                 |                                                                      | Serravalle Publik: 2 523 Domare: Horațiu Feșnic (Rumänien) | Serravalle Publik: 2 523 Domare: Horațiu Feșnic (Rumänien) |
| 20:45 UTC+2 | 20:45 UTC+2      |            |                 |                                                                      | Serravalle Publik: 2 523 Domare: Horațiu Feșnic (Rumänien) | Serravalle Publik: 2 523 Domare: Horațiu Feșnic (Rumänien) |

| 15          | 6 september 2019 | Skottland       | 1 – 2           | Ryssland                                       | Hampden Park                                                      |                                                                   |
| 19:45 UTC+1 | 19:45 UTC+1      | John McGinn 11′ | (1 – 1) Rapport | 40′ Artjom Dzjuba 59′ (sjm.) Stephen O'Donnell | Glasgow Publik: 32 432 Domare: Anastasios Sidiropoulos (Grekland) | Glasgow Publik: 32 432 Domare: Anastasios Sidiropoulos (Grekland) |
| 19:45 UTC+1 | 19:45 UTC+1      |                 |                 |                                                | Glasgow Publik: 32 432 Domare: Anastasios Sidiropoulos (Grekland) | Glasgow Publik: 32 432 Domare: Anastasios Sidiropoulos (Grekland) |
| 19:45 UTC+1 | 19:45 UTC+1      |                 |                 |                                                | Glasgow Publik: 32 432 Domare: Anastasios Sidiropoulos (Grekland) | Glasgow Publik: 32 432 Domare: Anastasios Sidiropoulos (Grekland) |

| 16          | 9 september 2019 | Ryssland            | 1 – 0           | Kazakstan | Kaliningrad Stadion                                              |                                                                  |
| 21:45 UTC+3 | 21:45 UTC+3      | Mário Fernandes 89′ | (0 – 0) Rapport |           | Kaliningrad Publik: 31 818 Domare: Nikola Dabanović (Montenegro) | Kaliningrad Publik: 31 818 Domare: Nikola Dabanović (Montenegro) |
| 21:45 UTC+3 | 21:45 UTC+3      |                     |                 |           | Kaliningrad Publik: 31 818 Domare: Nikola Dabanović (Montenegro) | Kaliningrad Publik: 31 818 Domare: Nikola Dabanović (Montenegro) |
| 21:45 UTC+3 | 21:45 UTC+3      |                     |                 |           | Kaliningrad Publik: 31 818 Domare: Nikola Dabanović (Montenegro) | Kaliningrad Publik: 31 818 Domare: Nikola Dabanović (Montenegro) |

| 17          | 9 september 2019 | San Marino | 0 – 4           | Cypern                                                               | Stadio Olimpico                                            |                                                            |
| 20:45 UTC+2 | 20:45 UTC+2      |            | (0 – 2) Rapport | 2′, 73′ Ioannis Kousoulos 39′ Fotios Papoulis 75′ Kostakis Artymatas | Serravalle Publik: 662 Domare: Iwan Arwel Griffith (Wales) | Serravalle Publik: 662 Domare: Iwan Arwel Griffith (Wales) |
| 20:45 UTC+2 | 20:45 UTC+2      |            |                 |                                                                      | Serravalle Publik: 662 Domare: Iwan Arwel Griffith (Wales) | Serravalle Publik: 662 Domare: Iwan Arwel Griffith (Wales) |
| 20:45 UTC+2 | 20:45 UTC+2      |            |                 |                                                                      | Serravalle Publik: 662 Domare: Iwan Arwel Griffith (Wales) | Serravalle Publik: 662 Domare: Iwan Arwel Griffith (Wales) |

| 18          | 9 september 2019 | Skottland | 0 – 4           | Belgien                                                                         | Hampden Park                                     |                                                  |
| 19:45 UTC+1 | 19:45 UTC+1      |           | (0 – 3) Rapport | 9′ Romelu Lukaku 24′ Thomas Vermaelen 32′ Toby Alderweireld 82′ Kevin De Bruyne | Glasgow Publik: 25 524 Domare: Paweł Gil (Polen) | Glasgow Publik: 25 524 Domare: Paweł Gil (Polen) |
| 19:45 UTC+1 | 19:45 UTC+1      |           |                 |                                                                                 | Glasgow Publik: 25 524 Domare: Paweł Gil (Polen) | Glasgow Publik: 25 524 Domare: Paweł Gil (Polen) |
| 19:45 UTC+1 | 19:45 UTC+1      |           |                 |                                                                                 | Glasgow Publik: 25 524 Domare: Paweł Gil (Polen) | Glasgow Publik: 25 524 Domare: Paweł Gil (Polen) |

| 19          | 10 oktober 2019 | Kazakstan             | 1 – 2           | Cypern                                   | Astana Arena                                             |                                                          |
| 20:00 UTC+6 | 20:00 UTC+6     | Temirlan Yerlanov 34′ | (1 – 0) Rapport | 73′ Pieros Sotiriou 84′ Nicholas Ioannou | Nur-Sultan Publik: 11 769 Domare: Craig Pawson (England) | Nur-Sultan Publik: 11 769 Domare: Craig Pawson (England) |
| 20:00 UTC+6 | 20:00 UTC+6     |                       |                 |                                          | Nur-Sultan Publik: 11 769 Domare: Craig Pawson (England) | Nur-Sultan Publik: 11 769 Domare: Craig Pawson (England) |
| 20:00 UTC+6 | 20:00 UTC+6     |                       |                 |                                          | Nur-Sultan Publik: 11 769 Domare: Craig Pawson (England) | Nur-Sultan Publik: 11 769 Domare: Craig Pawson (England) |

| 20          | 10 oktober 2019 | Belgien | 9 – 0           | San Marino | Kung Baudouin-stadion                                           |                                                                 |
| 20:45 UTC+2 | 20:45 UTC+2     | Romelu Lukaku 28′, 41′ Nacer Chadli 31′ Cristian Brolli 35′ (sjm.) Toby Alderweireld 43′ Youri Tielemans 45+1′ Christian Benteke 79′ Yari Verschaeren 84′ (str.) Timothy Castagne 90′ | (6 – 0) Rapport |            | Bryssel Publik: 34 504 Domare: Anastasios Papapetrou (Grekland) | Bryssel Publik: 34 504 Domare: Anastasios Papapetrou (Grekland) |
| 20:45 UTC+2 | 20:45 UTC+2     | |                 |            | Bryssel Publik: 34 504 Domare: Anastasios Papapetrou (Grekland) | Bryssel Publik: 34 504 Domare: Anastasios Papapetrou (Grekland) |
| 20:45 UTC+2 | 20:45 UTC+2     | |                 |            | Bryssel Publik: 34 504 Domare: Anastasios Papapetrou (Grekland) | Bryssel Publik: 34 504 Domare: Anastasios Papapetrou (Grekland) |

| 21          | 10 oktober 2019 | Ryssland                                                         | 4 – 0           | Skottland | Luzjnikistadion                                      |                                                      |
| 21:45 UTC+3 | 21:45 UTC+3     | Artjom Dzjuba 57′, 70′ Magomed Ozdojev 60′ Aleksandr Golovin 84′ | (0 – 0) Rapport |           | Moskva Publik: 65 703 Domare: Jakob Kehlet (Danmark) | Moskva Publik: 65 703 Domare: Jakob Kehlet (Danmark) |
| 21:45 UTC+3 | 21:45 UTC+3     |                                                                  |                 |           | Moskva Publik: 65 703 Domare: Jakob Kehlet (Danmark) | Moskva Publik: 65 703 Domare: Jakob Kehlet (Danmark) |
| 21:45 UTC+3 | 21:45 UTC+3     |                                                                  |                 |           | Moskva Publik: 65 703 Domare: Jakob Kehlet (Danmark) | Moskva Publik: 65 703 Domare: Jakob Kehlet (Danmark) |

| 22          | 13 oktober 2019 | Kazakstan | 0 – 2           | Belgien                                | Astana Arena                                                  |                                                               |
| 19:00 UTC+6 | 19:00 UTC+6     |           | (0 – 1) Rapport | 21′ Michy Batshuayi 53′ Thomas Meunier | Nur-Sultan Publik: 26 801 Domare: Gediminas Mažeika (Litauen) | Nur-Sultan Publik: 26 801 Domare: Gediminas Mažeika (Litauen) |
| 19:00 UTC+6 | 19:00 UTC+6     |           |                 |                                        | Nur-Sultan Publik: 26 801 Domare: Gediminas Mažeika (Litauen) | Nur-Sultan Publik: 26 801 Domare: Gediminas Mažeika (Litauen) |
| 19:00 UTC+6 | 19:00 UTC+6     |           |                 |                                        | Nur-Sultan Publik: 26 801 Domare: Gediminas Mažeika (Litauen) | Nur-Sultan Publik: 26 801 Domare: Gediminas Mažeika (Litauen) |

| 23          | 13 oktober 2019 | Cypern | 0 – 5           | Ryssland                                                                              | GSP Stadium                                             |                                                         |
| 19:00 UTC+3 | 19:00 UTC+3     |        | (0 – 2) Rapport | 9′, 90+2′ Denis Tjerysjev 23′ Magomed Ozdojev 79′ Artjom Dzjuba 89′ Aleksandr Golovin | Nicosia Publik: 9 439 Domare: Srđan Jovanović (Serbien) | Nicosia Publik: 9 439 Domare: Srđan Jovanović (Serbien) |
| 19:00 UTC+3 | 19:00 UTC+3     |        |                 |                                                                                       | Nicosia Publik: 9 439 Domare: Srđan Jovanović (Serbien) | Nicosia Publik: 9 439 Domare: Srđan Jovanović (Serbien) |
| 19:00 UTC+3 | 19:00 UTC+3     |        |                 |                                                                                       | Nicosia Publik: 9 439 Domare: Srđan Jovanović (Serbien) | Nicosia Publik: 9 439 Domare: Srđan Jovanović (Serbien) |

| 24          | 13 oktober 2019 | Skottland                                                                                  | 6 – 0           | San Marino | Hampden Park                                              |                                                           |
| 17:00 UTC+1 | 17:00 UTC+1     | John McGinn 12′, 27′, 45+1′ Lawrence Shankland 65′ Stuart Findlay 67′ Stuart Armstrong 87′ | (3 – 0) Rapport |            | Glasgow Publik: 20 699 Domare: Jérôme Brisard (Frankrike) | Glasgow Publik: 20 699 Domare: Jérôme Brisard (Frankrike) |
| 17:00 UTC+1 | 17:00 UTC+1     |                                                                                            |                 |            | Glasgow Publik: 20 699 Domare: Jérôme Brisard (Frankrike) | Glasgow Publik: 20 699 Domare: Jérôme Brisard (Frankrike) |
| 17:00 UTC+1 | 17:00 UTC+1     |                                                                                            |                 |            | Glasgow Publik: 20 699 Domare: Jérôme Brisard (Frankrike) | Glasgow Publik: 20 699 Domare: Jérôme Brisard (Frankrike) |

| 25          | 16 november 2019 | Cypern             | 1 – 2           | Skottland                         | GSP Stadium                                              |                                                          |
| 16:00 UTC+2 | 16:00 UTC+2      | Georgios Efrem 47′ | (0 – 1) Rapport | 12′ Ryan Christie 53′ John McGinn | Nicosia Publik: 7 595 Domare: Harald Lechner (Österrike) | Nicosia Publik: 7 595 Domare: Harald Lechner (Österrike) |
| 16:00 UTC+2 | 16:00 UTC+2      |                    |                 |                                   | Nicosia Publik: 7 595 Domare: Harald Lechner (Österrike) | Nicosia Publik: 7 595 Domare: Harald Lechner (Österrike) |
| 16:00 UTC+2 | 16:00 UTC+2      |                    |                 |                                   | Nicosia Publik: 7 595 Domare: Harald Lechner (Österrike) | Nicosia Publik: 7 595 Domare: Harald Lechner (Österrike) |

| 26          | 16 november 2019 | Ryssland            | 1 – 4           | Belgien                                                   | Krestovskij stadion                                                  |                                                                      |
| 20:00 UTC+3 | 20:00 UTC+3      | Georgi Dzhikiya 79′ | (0 – 3) Rapport | 19′ Thorgan Hazard 33′, 40′ Eden Hazard 72′ Romelu Lukaku | Sankt Petersburg Publik: 53 317 Domare: Artur Soares Dias (Portugal) | Sankt Petersburg Publik: 53 317 Domare: Artur Soares Dias (Portugal) |
| 20:00 UTC+3 | 20:00 UTC+3      |                     |                 |                                                           | Sankt Petersburg Publik: 53 317 Domare: Artur Soares Dias (Portugal) | Sankt Petersburg Publik: 53 317 Domare: Artur Soares Dias (Portugal) |
| 20:00 UTC+3 | 20:00 UTC+3      |                     |                 |                                                           | Sankt Petersburg Publik: 53 317 Domare: Artur Soares Dias (Portugal) | Sankt Petersburg Publik: 53 317 Domare: Artur Soares Dias (Portugal) |

| 27          | 16 november 2019 | San Marino          | 1 – 3           | Kazakstan                                                              | Stadio Olimpico                                        |                                                        |
| 18:00 UTC+1 | 18:00 UTC+1      | Filippo Berardi 77′ | (0 – 3) Rapport | 6′ Baktiyar Zaynutdinov 23′ Gafurzhan Suyumbayev 27′ Aleksey Shchotkin | Serravalle Publik: 643 Domare: Ali Palabıyık (Turkiet) | Serravalle Publik: 643 Domare: Ali Palabıyık (Turkiet) |
| 18:00 UTC+1 | 18:00 UTC+1      |                     |                 |                                                                        | Serravalle Publik: 643 Domare: Ali Palabıyık (Turkiet) | Serravalle Publik: 643 Domare: Ali Palabıyık (Turkiet) |
| 18:00 UTC+1 | 18:00 UTC+1      |                     |                 |                                                                        | Serravalle Publik: 643 Domare: Ali Palabıyık (Turkiet) | Serravalle Publik: 643 Domare: Ali Palabıyık (Turkiet) |

| 28          | 19 november 2019 | Belgien                                                                                                 | 6 – 1           | Cypern               | Kung Baudouin-stadion                                     |                                                           |
| 20:45 UTC+1 | 20:45 UTC+1      | Christian Benteke 16′, 68′ Kevin De Bruyne 36′, 42′ Yannick Carrasco 44′ Kypros Christoforou 51′ (sjm.) | (4 – 1) Rapport | 14′ Nicholas Ioannou | Bryssel Publik: 40 568 Domare: Jørgen Burchardt (Danmark) | Bryssel Publik: 40 568 Domare: Jørgen Burchardt (Danmark) |
| 20:45 UTC+1 | 20:45 UTC+1      | |                 |                      | Bryssel Publik: 40 568 Domare: Jørgen Burchardt (Danmark) | Bryssel Publik: 40 568 Domare: Jørgen Burchardt (Danmark) |
| 20:45 UTC+1 | 20:45 UTC+1      | |                 |                      | Bryssel Publik: 40 568 Domare: Jørgen Burchardt (Danmark) | Bryssel Publik: 40 568 Domare: Jørgen Burchardt (Danmark) |

| 29          | 19 november 2019 | San Marino | 0 – 5           | Ryssland                                                                                            | Stadio Olimpico                                              |                                                              |
| 20:45 UTC+1 | 20:45 UTC+1      |            | (0 – 2) Rapport | 3′ Daler Kuzjajev 19′ Sergei Petrov 49′ Aleksej Mirantjuk 56′ Aleksei Ionov 78′ Nikolay Komlichenko | Serravalle Publik: 1 604 Domare: Thorvaldur Árnason (Island) | Serravalle Publik: 1 604 Domare: Thorvaldur Árnason (Island) |
| 20:45 UTC+1 | 20:45 UTC+1      |            |                 | | Serravalle Publik: 1 604 Domare: Thorvaldur Árnason (Island) | Serravalle Publik: 1 604 Domare: Thorvaldur Árnason (Island) |
| 20:45 UTC+1 | 20:45 UTC+1      |            |                 | | Serravalle Publik: 1 604 Domare: Thorvaldur Árnason (Island) | Serravalle Publik: 1 604 Domare: Thorvaldur Árnason (Island) |

| 30          | 19 november 2019 | Skottland                                  | 3 – 1           | Kazakstan                | Hampden Park                                               |                                                            |
| 19:45 UTC±0 | 19:45 UTC±0      | John McGinn 48′, 90+1′ Steven Naismith 64′ | (0 – 1) Rapport | 34′ Baktiyar Zaynutdinov | Glasgow Publik: 19 515 Domare: Bas Nijhuis (Nederländerna) | Glasgow Publik: 19 515 Domare: Bas Nijhuis (Nederländerna) |
| 19:45 UTC±0 | 19:45 UTC±0      |                                            |                 |                          | Glasgow Publik: 19 515 Domare: Bas Nijhuis (Nederländerna) | Glasgow Publik: 19 515 Domare: Bas Nijhuis (Nederländerna) |
| 19:45 UTC±0 | 19:45 UTC±0      |                                            |                 |                          | Glasgow Publik: 19 515 Domare: Bas Nijhuis (Nederländerna) | Glasgow Publik: 19 515 Domare: Bas Nijhuis (Nederländerna) |